# Heteronyx helmsi
Heteronyx helmsi är en skalbaggsart som beskrevs av Blackburn 1892. Heteronyx helmsi ingår i släktet Heteronyx och familjen Melolonthidae. Inga underarter finns listade i Catalogue of Life.